# Crique de Shackleton
La crique de Shackleton est une petite baie, d'environ 16 km de largeur, entre le cap Wilson et le cap Lyttelton. Il est occupé par l'extrémité du glacier Nimrod et se trouve en bordure de la barrière de Ross.
Découvert par le capitaine Robert Falcon Scott en décembre 1902 lors du voyage vers le pôle Sud — non atteint — de l'expédition Discovery. Il était accompagné dans ce voyage par Edward Adrian Wilson et Ernest Shackleton, d'après qui ce lieu a été nommé.